# Šluknov
Šluknov é uma cidade checa localizada na região de Ústí nad Labem, distrito de Děčín.